# Longines
Longines is een luxe Zwitsers horlogemerk. Het werd in 1832 door Ernest Francillon in Saint-Imier opgericht. Het merk staat bekend om zijn horloges voor piloten en om de precisie en elegantie van zijn horloges. De Swatch Group is momenteel eigenaar van Longines.

## Trivia
- Longines' logo is momenteel het oudste geregistreerde logo van een horlogemerk.
- Charles Lindbergh ontwierp een horloge speciaal voor vliegeniers dat vandaag de dag[(sinds) wanneer?] nog wordt geproduceerd.
- Op de eerste moderne Olympische Spelen werden de timers van Longines gebruikt.